# Gare de Katsuragawa (Kyōto)
La gare de Katsuragawa (桂川駅, Katsuragawa-eki) est une gare ferroviaire localisée à Minami-ku dans la ville de Kyoto. La gare est exploitée par la JR West.

## Histoire
La gare a été mise en service le 18 octobre 2008.

## Trains
Le matin, la gare est seulement desservie par les trains locaux. 
L'après midi, les trains Rapid Service desservent la gare de Katsuragawa.
Les trains Special Rapid Service ne s'arrêtent pas à la gare de Katsuragawa.

## Disposition des quais
La gare de Katsuragawa dispose d'un quai central.
| 1 | ■Ligne JR Kyoto | pour Shin-Osaka, Osaka, Sannomiya |
| 2 | ■Ligne JR Kyoto | pour Kyoto et Kusatsu             |

## Gares/Stations adjacentes
| Direction Osaka |  | JR West Ligne JR Kyōto                    |  | Direction Kyoto |
| Pas de service  |  | Special Rapid Service 新快速 Shin-Kaisoku |  | Pas de service  |
| Pas de service  |  | Rapid Service 快速 Kaisoku (le matin)     |  | Pas de service  |
| Mukōmachi       |  | Local 普通 Futsū                          |  | Nishiōji        |

L'après midi, les trains Rapid Service s'arrêtent à la gare de Katsuragawa et fonctionnent comme des trains locaux entre Takatsuki et Kyoto